# The Monuments Men
The Monuments Men é um filme teuto-estadunidense de guerra dirigido por George Clooney e produzido por Clooney em parceria com Grant Heslov. O filme é estrelado por um renomado elenco que inclui o próprio Clooney, Matt Damon, Bill Murray, John Goodman, Jean Dujardin, Bob Balaban, Hugh Bonneville e Cate Blanchett. O roteiro é baseado no romance não fictício The Monuments Men: Allied Heroes, Nazi Thieves and the Greatest Treasure Hunt in History, de Robert M. Edsel e Bret Witter. O filme descreve os desafios de um grupo de membros do Programa de Monumentos, Artes e Arquivos, cuja função é localizar e resgatar obras de arte roubadas pelos nazistas durante a Segunda Guerra Mundial.
The Monuments Man foi coproduzido pela Columbia Pictures em associação com a 20th Century Fox e teve sua estreia em 7 de fevereiro de 2014. Recebeu críticas mistas dos especialistas e arrecadou 155 milhões de dólares mundialmente.

## Sinopse
Durante o declínio de Hitler na Alemanha, um grupo de especialistas vindos de países diferentes é reunido para reencontrar obras de arte roubadas pelos nazistas durante a Segunda Guerra Mundial. Frank Stokes, um oficial americano e conservador de obras de arte, lidera a equipe composta pelo especialista em arte James Granger (Matt Damon), o arquiteto Richard Campbell (Bill Murray), o escultor Walter Garfield (John Goodman), o marchand francês Jean Claude Clermont (Jean Dujardin), o coreógrafo Preston Savitz (Bob Balaban) e o consultor inglês Donald Jeffries (Hugh Bonneville). A equipe viaja por vários países europeus ocupados pelos nazistas em busca das obras de arte. Em Paris, eles contam com a ajuda de Claire Simone (Cate Blanchett), que trabalhou para os nazistas durante a ocupação de Paris catalogando todo o acervo roubado e depositado no Museu Jeu de Paume antes de ser levado à Alemanha, ela fornece importantes informações ao grupo, ajudando-os a recuperar diversas obras. Stokes também recruta o soldado Sam Epstein, judeu que falava alemão e se torna de grande utilidade para a equipe.
Entre os diversos locais onde a equipe encontra obras roubadas, estão casa de ex-oficiais moradores de pequenas cidades e propriedades rurais, um castelo na Baviera (informação fornecida por Claire) e, principalmente minas de sal e cobre em cidades alemãs. Dois integrantes do grupo perdem suas vidas na missão: Jean Claude Clermont, baleado em um confronto entre soldados nazistas e soldados aliados, e Donald Jeffries, que morre tentanto proteger a Madona de Bruges, escultura de Michelangelo.
Embora a missão tenha sido considerada um sucesso, alguns momentos são dolorosos, como quando a equipe encontra uma mina cheia de obras totalmente queimadas e ainda dentes de ouro tirados de judeus capturados pelo regime nazista. Ao fim da guerra, a equipe consegue recuperar duas obras importantes: o Retábulo de Ghent e a Madona de Bruges na mina de sal de Altaussee, antes que os soviéticos ocupassem a região.

## Elenco
- George Clooney como Tenente Frank Stokes
- Matt Damon como Tenente James Granger
- Bill Murray como Sargento Richard Campbell
- John Goodman como Sargento Walter Garfield
- Jean Dujardin como Segundo-tenente Jean-Claude Clermont
- Bob Balaban como Soldado Preston Savitz
- Hugh Bonneville como Soldado Donald Jeffries
- Cate Blanchett como Claire Simone
- Serge Hazanavicius como René Armand
- Sam Hazeldine como Coronel Langton
- Dimitri Leonidas como Soldado Sam Epstein
- Grant Heslov como the Cirurgião-de-campo
- Miles Jupp como Major Fielding
- Justus von Dohnanyi como Viktor Stahl
- Zahari Baharov como Comandante Elya
- Nick Clooney como Stokes (idoso)

## Produção

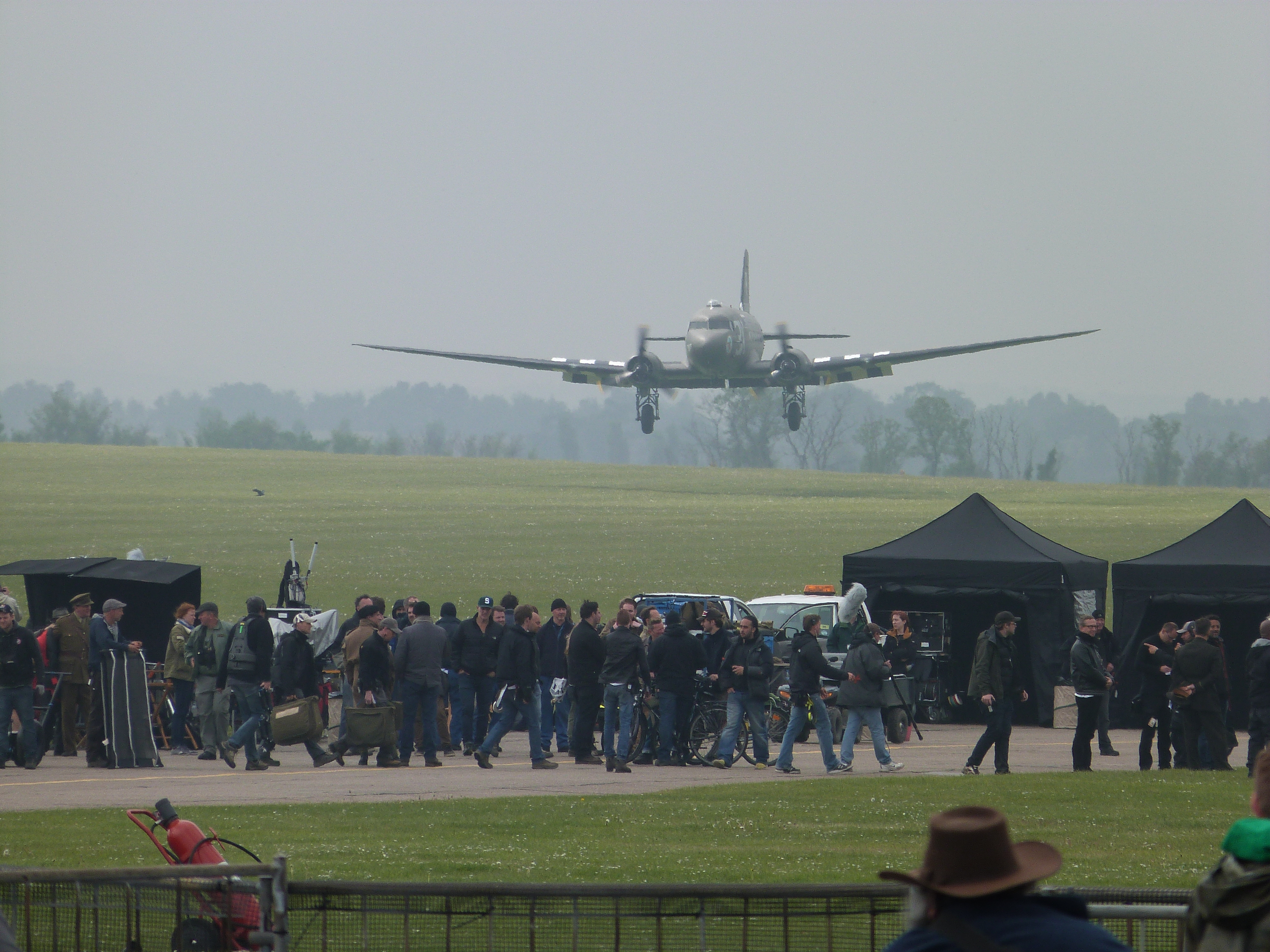
Um Douglas C-47 Skytrain durante gravações no Imperial War Museum Duxford.

The Monuments Men foi co-produzido pela Columbia Pictures (em associação com a 20th Century Fox) e a Studio Babelsberg, tendo sido financiado principalmente por instituições alemãs. A seleção de elenco foi realizada em fevereiro de 2013, concluindo uma centena de figurantes para as cenas de ação.
A filmagem principal teve início em março de 2013 nos Estúdios Babelsberg, em Potsdam, Berlim e Harz. As minas nas redondezas de Bad Grund, particularmente na região de Wiemannsbucht, foram utilizadas para as cenas externas. Outras locações externas foram as cidades de Lautenthal, Clausthal-Zellerfeld, Goslar, Halberstadt, Merseburg e Osterwieck.
Algumas das cenas, incluindo os voos e a base aérea estadunidense, foram filmadas no Imperial War Museum Duxford, em Cambridgeshire, Reino Unido. Uma fazenda em Ashford, Kent, também foi utilizada como locação secundária. As filmagens foram concluídas em junho de 2013, em Essex.

## Lançamento
O calendário inicial previa a estreia em 18 de dezembro de 2013 e um trailer oficial foi lançado em 8 de agosto. Contudo, em 22 de outubro, o filme foi adiado para uma data indefinida em fevereiro de 2014 por conta dos atrasos causados por problemas na pós-produção. Em 24 de outubro, o filme foi anunciado com estreia para 7 de fevereiro no Festival de Berlim.
O filme também foi exibido na sede da UNESCO em 27 de março na ocasião do debate "Homens e Mulheres de Monumentos dos Dias Modernos" na preservação de patrimônio em tempos de conflito e luta contra o tráfico de propriedade cultural.